# Éric Assous
Éric Assous (Túnez, 30 de marzo de 1956 – París, 12 de octubre de 2020) fue un director de cine, dramaturgo y guionista francés.

## Biografía
Assous fue autor de cerca de ciento cuatro radionovelas para el canal France Inter. Escribió numerosas obras para teatro, televisión y política y dirigió su primer largometraje, Les gens en maillot de bain ne sont pas (forcément) superficiels en 1991. En 1998 escribió una comedia titulada Sexes très opposés. Escribió cerca de trece guiones cinematográficos y dirigió un cortometraje y tres largometrajes entre 1999 y 2003.
Falleció el 12 de octubre de 2023 a los sesenta y cuatro.

## Filmografía

### Como director
- 1999: À cause d'Olivia... (corto)
- 2001: Les gens en maillot de bain ne sont pas (forcément) superficiels
- 2002: Sexes très opposés
- 2003: Amour tout court

### Como guionista
- 2010: 22 Bullets de Richard Berry
- 2008: Nos 18 ans de Frédéric Berthe
- 2008: Love Me No More de Jean Becker
- 2008: Les Randonneurs à Saint-Tropez de Philippe Harel
- 2005: The Black Box de Richard Berry
- 2005: Tu vas rire, mais je te quitte de Philippe Harel
- 2003: I, Cesar de Richard Berry
- 2002: Sexes très opposés
- 2002: Irène by Ivan Calbérac
- 2001: The Girl from Paris de Christian Carion
- 2001: Les gens en maillot de bain ne sont pas (forcément) superficiels
- 1998: Petits Désordres amoureux de Olivier Péray
- 1997: The Banned Woman de Philippe Harel
- 1997: Les Randonneurs de Philippe Harel
- 1993: Une femme pour moi de Arnaud Sélignac
- 1987: Babette (Intrigues) de Emmanuel Fonlladosa